# Adriano Romualdi
Adriano Romualdi (Forlì, 9 dicembre 1940 – Roma, 12 agosto 1973) è stato uno storico, saggista, politico e giornalista italiano.

## Biografia
Era figlio del presidente del Movimento Sociale Italiano, Pino Romualdi.
Si laureò alla Sapienza dove fu allievo di Del Noce e di De Felice, con una tesi sulla rivoluzione conservatrice tedesca con Renzo De Felice e Rosario Romeo. 
Fu coinvolto in un caso di violenza politica: il 13 febbraio 1964 era alla guida di una Fiat 600, insieme ai neo-fascisti Paolo Pecoriello e Flavio Campo, che si lanciò contro un gruppo di persone che accompagnava Pier Paolo Pasolini e che lo stava difendendo da un agguato fascista. Pasolini scelse di non presentare querela.
Fu fortemente influenzato da Julius Evola,, di cui divenne l'allievo prediletto, attirandosi però le critiche del padre . Di Evola scrisse una biografia autorizzata pubblicata nel 1966.
Pubblicò articoli e libri su Platone, Friedrich Nietzsche, Oswald Spengler, Pierre Drieu La Rochelle, Robert Brasillach, Adolf Hitler e si occupò del nazismo e del fascismo, interpretato quale fenomeno prettamente europeo invece che nazionale (argomento al quale dedicherà il suo ultimo libro, pubblicato postumo e incompleto), della rivoluzione conservatrice tedesca e della seconda guerra mondiale. Dedicaò inoltre ampi studi agli Indoeuropei, che gli valsero il plauso di Giacomo Devoto.
Fu dal 1971 assistente universitario in storia contemporanea con Giuseppe Tricoli all'Università di Palermo.
Divenuto una delle figure di punta della destra radicale, perì all'età di trentadue anni in un incidente stradale avvenuto a Roma sulla via Aurelia. La sua morte suscitò sospetti sul fatto che non si fosse trattato di un banale incidente a causa di un suo ipotetico coinvolgimento con la strage di Piazza Fontana e coi servizi segreti: era infatti stato indicato come l'unico personaggio che poteva chiarire circostanze fondamentali sui rapporti tra la cellula veneta di Franco Freda e il SID di Guido Giannettini.

## Opere
- Platone, ed. Volpe, Roma, 1965 (ristampa ed. Settimo Sigillo, 1992)
- Perché non esiste una cultura di destra, 1965
- Drieu La Rochelle: il mito dell'Europa, (con Guido Giannettini e Mario Prisco), 1965, Edizioni del Solstizio
- Julius Evola: l'uomo e l'opera, Ed. Volpe, Roma, 1966 (nuova ed. 1979)
- Su Evola, Fondazione Julius Evola, 1998
- Nietzsche e la mitologia egualitaria, Edizioni di Ar, 1971 (nuova ed. 1981)
- Oltre il nichilismo. Raccolta di aforismi di Friedrich Nietzsche, Ed. Volpe, Roma, 1971
- Sul problema d'una Tradizione Europea, Ed. Vie della Tradizione, Palermo, 1973 (seconda ed. Vie della Tradizione, 1996; terza ed. L'Arco e la Corte, 2024).
- Idee per una cultura di destra, Ed. Settimo Sigillo, 1973

### Pubblicate postume
- La destra e la crisi del nazionalismo, Settimo Sigillo, 1987
- Le ultime ore dell'Europa, Ciarrapico, 1976 (seconda ed. Settimo Sigillo, Roma 2004)
- Gli Indoeuropei. Origini e migrazioni, Edizioni di Ar, 1978
- Correnti politiche e ideologiche della destra tedesca dal 1918 al 1932. La Rivoluzione conservatrice, Settimo Sigillo, 2013, ISBN 978-88-6148-109-1. (prima edizione L'Italiano, 1981)
- Il fascismo come fenomeno europeo, Ed. "L'Italiano", 1984 (seconda edizione Settimo Sigillo, 2013)
- Una cultura per l'Europa, Ed. Settimo Sigillo, 1986
- Primo schema costituzionale per uno stato dell'Ordine Nuovo, Raido, Roma, 1998
- Lettere ad un amico, Arya, 2013, ISBN 978-88-907-2567-8.
- Un italiano per l’Europa, A cura di Rodolfo Sideri e Mario Michele Merlino, Editore Cinabro Edizioni, Roma 2024. 9788832031461
- Scritti ritrovati, A cura di Alberto Lombardo con premessa di Gianfranco De Turris, Arya Edizioni, Genova, 2024, ISBN 978-8898324385.